# Musée de l'aviation de Altenrhein
Le Musée de l'aviation de Altenrhein se situe sur l'aéroport de Saint-Gall - Altenrhein, sur la commune de Thal.

## Collections

### Avions militaires
- Vampire (Introduit en 1946 dans les Forces aériennes suisses, 182 avions)
  - De Havilland Vampire DH-100
  - DH-115 Vampire Trainer
- Venom (Introduit en 1949 dans les Forces aériennes suisses, 250 avions)
  - De Havilland Venom DH-112
- Hunter (Introduit en 1958 dans les Forces aériennes suisses, 160 avions)
  - Hawker Hunter Mk.58
  - Hawker Hunter T Mk.58
- Mirage III (Introduit en 1966 dans les Forces aériennes suisses, 57 avions)
  - Dassault Mirage III S
- Pilatus PC-9 (Introduit en 1988 dans les Forces aériennes suisses, 12 avions)
  - Pilatus PC-9 [C-406]

### Avions civils
- Piaggio
  - Piaggio P-149D
- Bravo
- Pilatus
  - Pilatus P3-05
- Stearmann
  - Boeing 76D Stearman
- Bücker
  - Bücker Bü 131 Jungmann
- WACO
  - Waco YMF Super

### Hélicoptères
- Sycamore
  - Bristol 171 Sycamore
- Alouette
  - Sud Aviation SE-3130 Alouette II

## Vols avec les avions de la collection
Un membre de l'association a la possibilité de voler dans certains avions de la collection, même des avions militaires[réf. nécessaire].